# Кравець Самуїл Миронович
Кравець Самуїл Миронович (27 серпня 1891 р., Вільно — 22 січня 1966, Москва, СРСР) — архітектор.

## Життєпис
У 1917 закінчив Академію мистецтв у Петрограді, у 1922 — Другий політехнічний інститут.
Працював в майстерні І. Фоміна (Петроград).
У 2-й половині 1920-х рр. жив і працював у Харкові.
У 1930 стажувався у США.
Після повернення зі стажування працював у Москві, був головним архітектором інституту «Метропроект».

## Будівлі
- 1922 — Стадіон у Петрограді.
- 1924—1928 — Комплекс будівель Держпрому на площі Свободи у Харкові.
- 1927 — Контора Дніпробуду в Запоріжжі.
- 1930 — Корпус хімічного факультету Харківського університету на вул. Університетській, № 12а.
- 1931 — Житловий будинок-комплекс «Червоний промисловець» на проспекті Незалежності, 5 у Харкові.
- 1931—1932 — Головний корпус Турбінного заводу на проспекті Московському, 199 у Харкові.
- 1936 — Універмаг на Комсомольській площі у Москві.
- 1935 — Наземний павільйон станції метро «Палац Рад» (нині «Кропоткінська») у Москві[2].
- 1944 — Станція метро «Сталінська» (нині «Семенівська») у Москві.

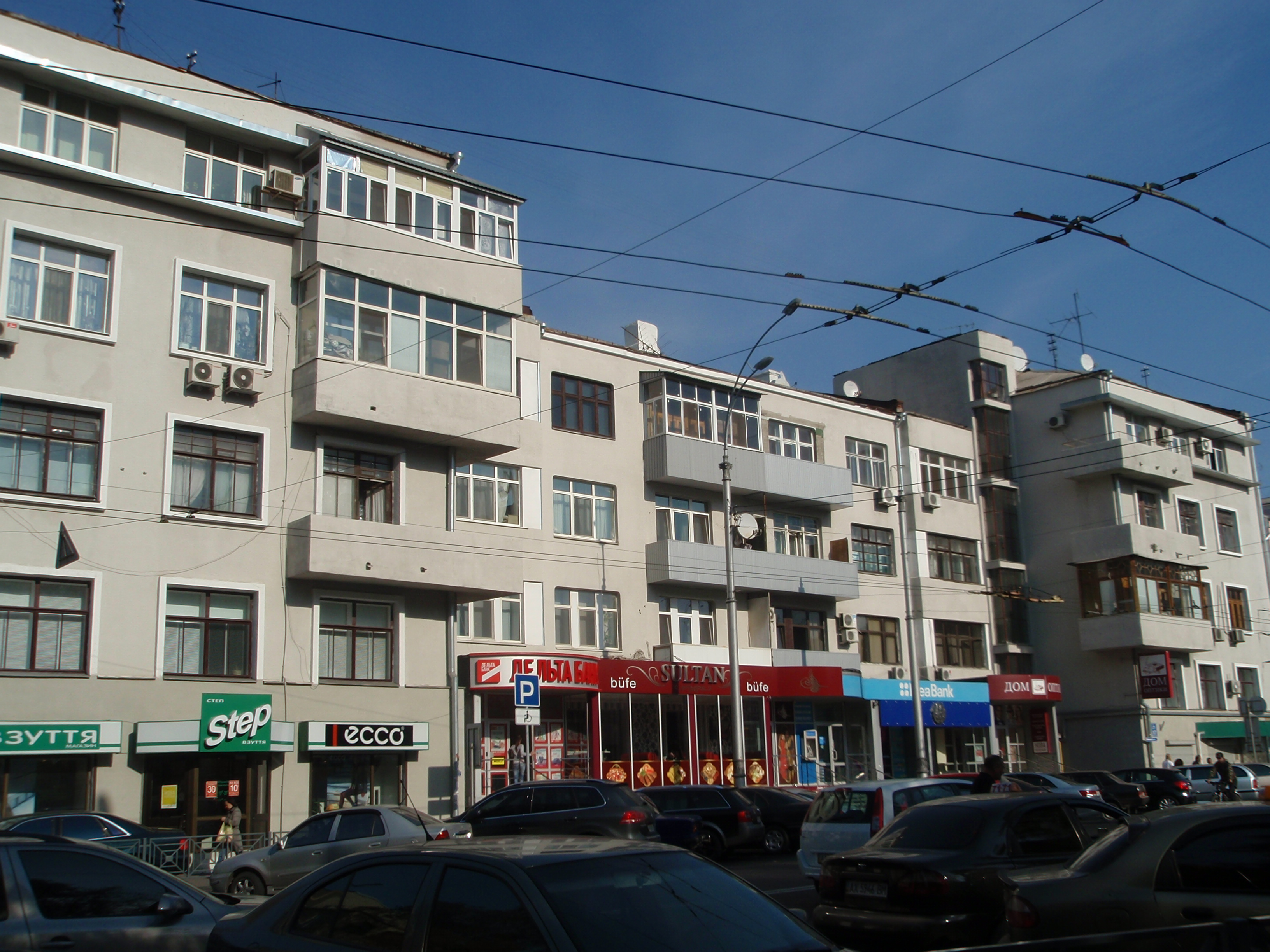
Житловий будинок «Червоний промисловець» (1931), пр. Незалежності, 5. Харків
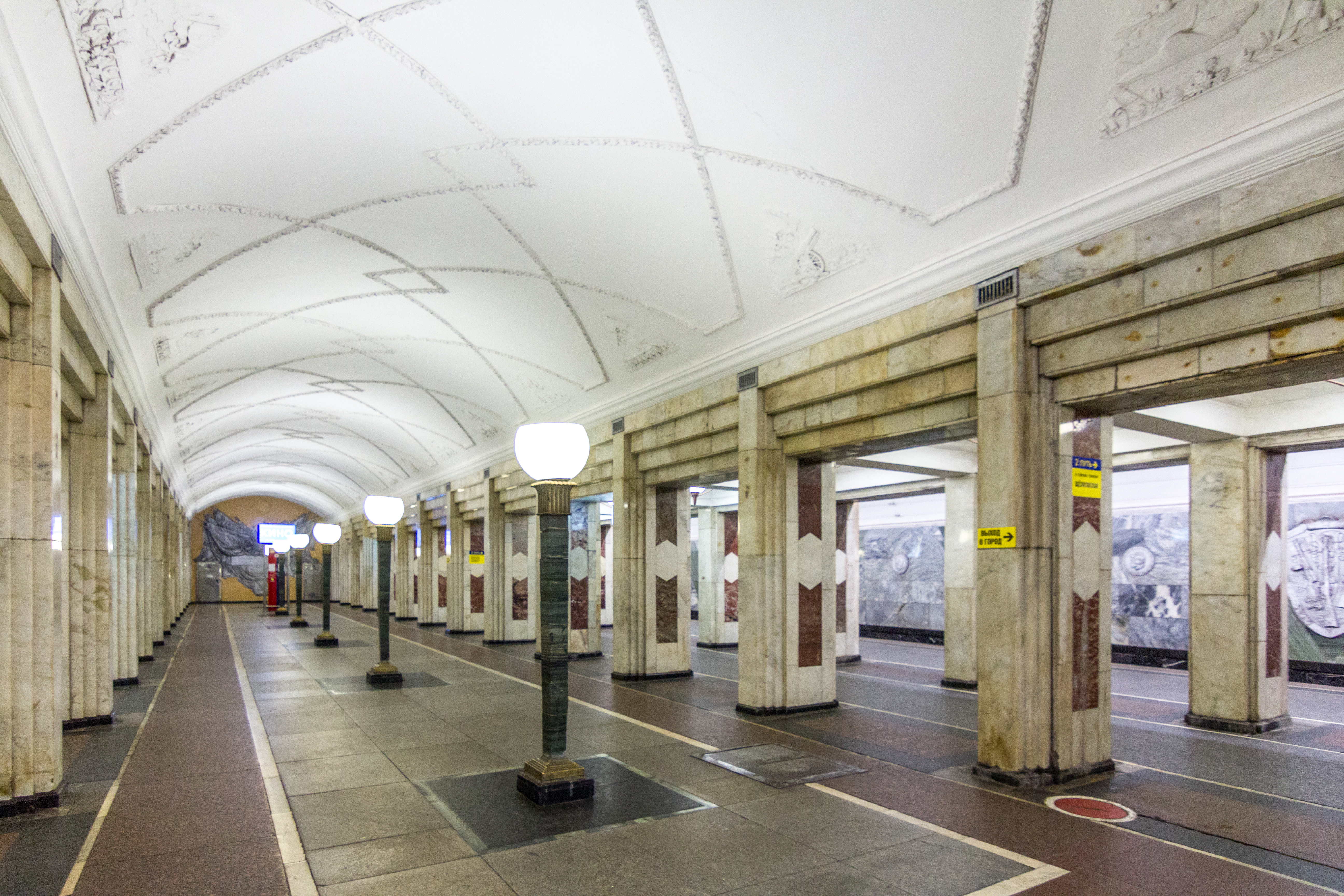
Станція метро «Семенівська» (1944). Москва